# Bataclan 1989
Albums de Maxime Le Forestier
Né quelque part
(1988) Sagesse du fou
(1991)
Bataclan 1989 est un enregistrement public de Maxime Le Forestier, sorti en 1989. Il s'est vendu à 333 900 exemplaires. Il est paru en double album vinyle ainsi qu'en simple CD, avec le même contenu (17 titres).

## Listes des titres
| No  | Titre                       | Durée |
| --- | --------------------------- | ----- |
| 1.  | La Rouille                  |       |
| 2.  | After Shave                 |       |
| 3.  | Frisson d'avril             |       |
| 4.  | Les Deux Mains prises       |       |
| 5.  | La Visite                   |       |
| 6.  | J'ai eu trente ans          |       |
| 7.  | Histoire de plantes         |       |
| 8.  | Une cousine                 |       |
| 9.  | La Chanson des vieux amants |       |
| 10. | Ma brave dame               |       |
| 11. | Ambalaba                    |       |
| 12. | Les Jours meilleurs         |       |
| 13. | San Francisco               |       |
| 14. | Né quelque part             |       |
| 15. | Comme un arbre              |       |
| 16. | Mon frère                   |       |
| 17. | Éducation sentimentale      |       |

## Formation
- Maxime le Forestier : chant, guitare ;
- Les Chœurs de France : chœurs ;
- Jean-Michel Kajdan : guitares ;
- Aura Lewis : chœurs ;
- Sylvin Marc : basse ;
- Kirt Rust : batterie ;
- Benoît Widemann : claviers.

## Classement et certifications
| Classement (1989) | Meilleure place |
| ----------------- | --------------- |
| France (SNEP)     | 4               |

| Pays          | Certification | Date | Ventes certifiées |
| ------------- | ------------- | ---- | ----------------- |
| France (SNEP) | 2 × Or        | 1990 | 200 000           |